# Lahnsattel
Lahnsattel är ett bergspass i Österrike.   Det ligger i distriktet Lilienfeld och förbundslandet Niederösterreich, i den östra delen av landet, 80 km sydväst om huvudstaden Wien. Lahnsattel ligger 1 328 meter över havet.
Terrängen runt Lahnsattel är huvudsakligen kuperad. Lahnsattel ligger uppe på en höjd. Runt Lahnsattel är det ganska glesbefolkat, med 48 invånare per kvadratkilometer.. Närmaste större samhälle är Neuberg an der Mürz, 14,8 km sydost om Lahnsattel. 
I omgivningarna runt Lahnsattel växer i huvudsak blandskog.